# Brda Cup Ruderregatta
Die Brda Cup Ruderregatta ist eine seit 1992 in der polnischen Stadt Bydgoszcz ausgetragene Ruderregatta auf dem Fluss Brda, die an das berühmte Boat Race zwischen der Universität Cambridge und der Universität Oxford angelehnt ist. Die Distanz beträgt 8,5 km.

## Rennen
Die Ruderregatta besteht aus drei Rennen. Das Hauptrennen wird zwischen der Bydgoszcz-Auswahl und dem vom aktuellen polnischen Meister bei den Männern gebildeten Ruder-Achter ausgetragen. Daneben gibt es eine Juniorenregatta. Seit 2004 wird auch ein Rennen zwischen der Kasimir-der-Große-Universität und einer ausländischen Universität ausgetragen.

### Ergebnisse der Universitäten-Regatta
- 2004 1. Kasimir-der-Große-Universität 2. Universität Cambridge
- 2005 1. Kasimir-der-Große-Universität 2. Universität Oxford
- 2006 1. Kasimir-der-Große-Universität 2. Universität London
- 2007 1. Kasimir-der-Große-Universität 2. Oxford Brookes University
- 2008 1. Kasimir-der-Große-Universität 2. AWFiS Gdańsk
- 2009 1. Kasimir-der-Große-Universität 2. University of Nottingham
- 2010 1. Fachhochschule für Wirtschaft Bydgoszcz 2. Kasimir-der-Große-Universität